# Garden Grove (Iowa)
Garden Grove è un comune degli Stati Uniti d'America, situato nello Stato dell'Iowa, nella contea di Decatur.